# Simulium morae
Simulium morae es una especie de insecto del género Simulium, familia Simuliidae, orden Diptera.
Fue descrita científicamente por Ramirez-Perez, Rassi & Ramirez, 1977.